# La vita splendida
La vita splendida è un singolo del cantautore italiano Tiziano Ferro, pubblicato il 9 settembre 2022 come primo estratto dall'ottavo album in studio Il mondo è nostro.

## Descrizione
Una prima versione del brano è stata scritta da Brunori Sas e scartata al Festival di Sanremo 2022, occasione in cui avrebbe dovuto essere interpretata da Arisa, prima che la canzone finisse a Ferro. A proposito del brano, Ferro ha dichiarato:
La canzone è stata anche adattata in lingua spagnola da José Manuel Moles e Juan Mari Montes, con il titolo Vida espléndida, e pubblicata nell'edizione spagnola dell'album intitolata El mundo es nuestro.

## Video musicale
Il video, diretto da Guido Gallo Fabris, è stato reso disponibile in contemporanea con l'uscita del singolo sul canale YouTube del cantautore. Tiziano Ferro ha commentato così il video:

## Tracce
Testi di Tiziano Ferro, Dario Brunori e Antonio Di Martino, musiche di Dario Brunori e Antonio Di Martino.
1. La vita splendida – 4:01

## Classifiche
| Classifica (2022) | Posizione massima |
| ----------------- | ----------------- |
| Italia            | 46                |